# Płyta karaibska

Płyta karaibska zaznaczona na różowo

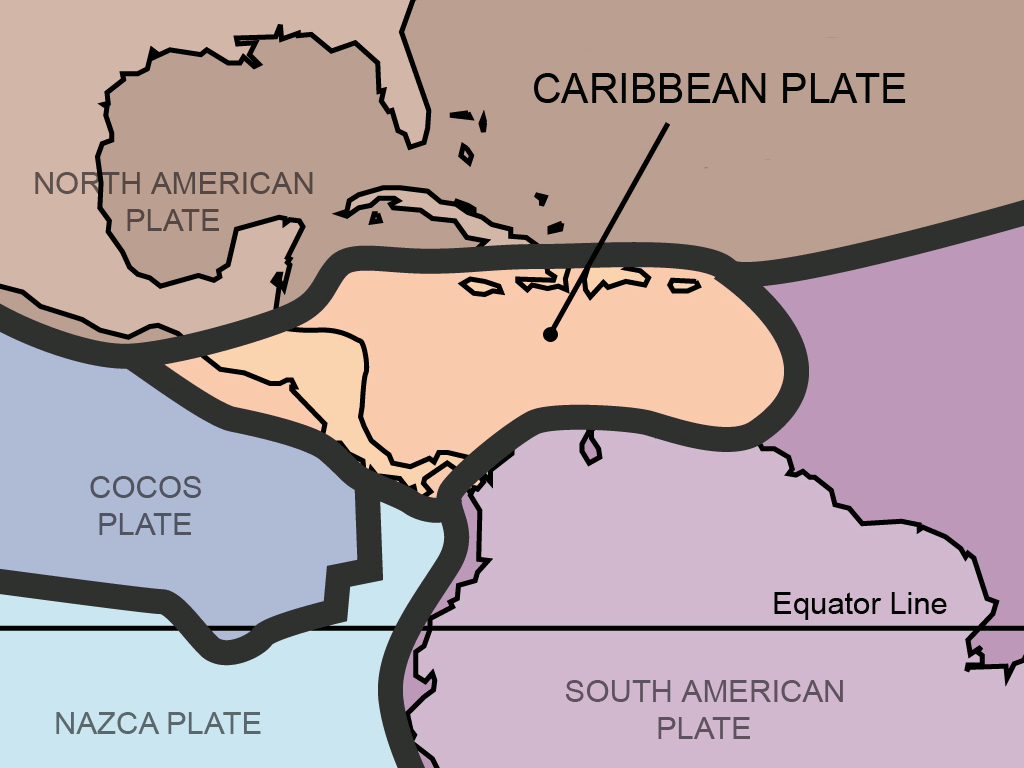
Płyta karaibska według Tectonic plates of the world

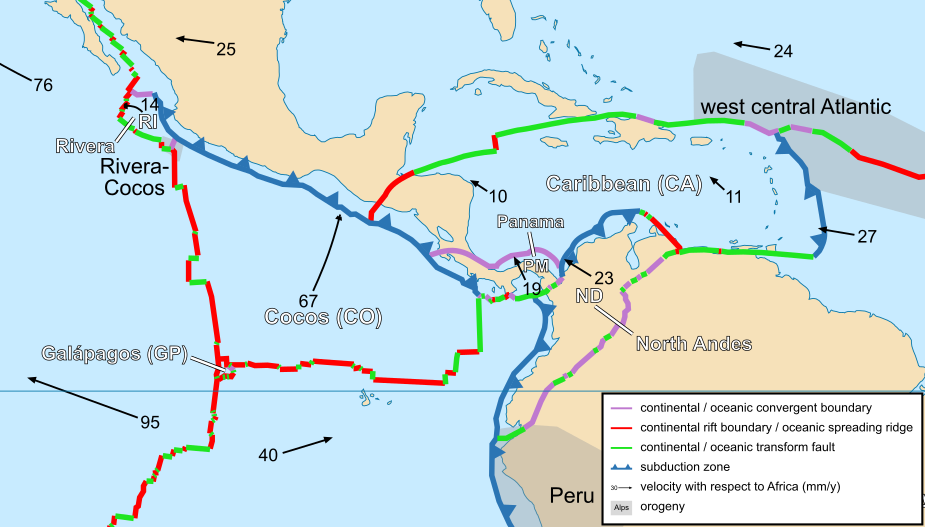
Płyta karaibska i płyta kokosowa

Płyta karaibska (ang. Caribbean Plate) − niewielka płyta tektoniczna, położona między płytą północnoamerykańską na północy, a płytą południowoamerykańską na południu i wschodzie. Od południowego zachodu graniczy z płytą Nazca i płytą kokosową.
Według niektórych autorów jej częścią są: mikropłyta Gonâve i płyta panamska.